# Jean-Philippe Van Aelbrouck
Jean-Philippe Van Aelbrouck, né le 2 octobre 1953 à Etterbeek, de nationalité belge, est un docteur en sciences sociales de l'Université libre de Bruxelles (ULB) spécialisé dans l'histoire du XVIIIe siècle, particulièrement en ce qui concerne le monde du spectacle.
Ayant suivi une formation de danseur, il s'est naturellement intéressé à ce secteur et est devenu d'abord responsable du Service de la danse au ministère de la Communauté française de Belgique puis, ayant développé le secteur des arts de la scène, il a été nommé directeur général adjoint du Service général de la création artistique.
Il a également collaboré au projet de recherche de la Société internationale pour l'étude des femmes de l'Ancien Régime.

## Recherches et publications
Selon le site Petipa Marathon, Jean-Philippe Van Aelbrouck est « Former director of the Performing and Visual Arts in the Ministry of Culture in Brussels (Wallonie-Brussels Federation), I started dance research in the mid 1980, responding to a challenge that a Belgian choreographer had given me, saying "Before Béjart, dance history didn’t exist in Belgium!" I quickly discovered that there was a lot of informations about dance sleeping in the archives ».
Pionnier de la recherche en danse pour la Belgique, il est l'auteur du rare Dictionnaire des danseurs à Bruxelles de 1600 à 1830, paru chez Mardaga en 1994.
Sa thèse de doctorat, portant sur Les Comédiens itinérants à Bruxelles au XVIIIe siècle, a fait l'objet d'une publication en avril 2022 aux Éditions de l'Université de Bruxelles.

### Reprint
Il a réalisé le reprint de Léopold Ferry, Le Bouquet tout fait, ou quarante nouvelles contre-danses, Par L. Ferry, Maître à Danſer de la Ville de Louvain, (ca) 1765.

### Préfaces et annotations
Il a préfacé et annoté les reprints de :
- Pierre Trappeniers, Recueil de Contredanses avec Premier Violon et la Bse Continue dont les figures sont de Monsieur Trappeniers, Maître de danſe de la Cour de S.A.R. Monseigneur le duc Charles de Lorraine et de Baar, années 1780 ;
- François Bacquet dit Clavigny, L’art de bien danser d’apre's les principes du sieur Bacquet-Clavigny, Académicien reconnu & penſionné par Mesſieurs les Magiſtrats de la Ville & Cité de Tournay, 1780.

### Articles
On lui doit notamment les articles :
- « Les mascarades à la cour de Charles de Lorraine : Divertissements dansés à caractère rococo ? » in Roland Mortier et Hervé Hasquin (éds.), "Rocaille, rococo" in Études sur le XVIIIe siècle, Vol. XVIII, Éditions de l’Université de Bruxelles, 1991 ;
- « Comment faire de l’ordre dans une dynastie de comédiens ? Le cas de la famille Hus éclairé par des documents d’archives », in Valérie Worth-Stylianou & Mark Bannister (dir.), Actes du Second colloque international CESAR (Calendrier Électronique des Spectacles sous l’Ancien Régime et sous la Révolution) ;
- « Comédiens et danseurs du Théâtre de la Monnaie à Vienne », Études sur le XVIIIe siècle, Bruxelles, Éditions de l’Université, XXXII, 2004, p.203-215 ;
- « Quelques notes sur Angélique D’Hannetaire, muse du prince de Ligne », in Nouvelles annales prince de Ligne, tome XIV, 2001, p.145-158 ;
- « Marius Petipa, une enfance bruxelloise (1819-1835) » dans De la France à la Russie, Marius Petipa. Contexte, trajectoire, héritage - I. Marius Petipa, L'homme et le danseur dans son temps, revue Slavica Occitania, 2016[3]
- « Jean-Nicolas Servandoni D’Hannetaire et ses filles, gloires du théâtre de la Monnaie », in Bulletin du Centre de recherche du château de Versailles, 22/2022.

### Notices
- « Catherine Billioni » et « Céleste Durancy », in H. Krief & V. André (dir.), Dictionnaire des femmes des Lumières, Paris, H. Champion, 2011.
- « Catherine Billioni » – « Marie-Jeanne Brillant » – « Angélique-Madeleine Cénas » – « Marie-Madeleine Cartilly » – « Madeleine-Céleste Durancy » – « Suzanne Defoye » – « Marie-Anne Nonancourt » , in Dictionnaire des femmes de l’Ancienne France, SIEFAR, 2004-2005.

### Labanotation
Ayant aussi étudié la cinétographie Laban, Jean-Philippe van Aelbrouck a participé par ses croquis à la rédaction de certains livrets explicatifs des danses récoltées par les époux Lou et Claude Flagel et interprétées par eux dans leur Ensemble Rondinella, fondé en 1964.

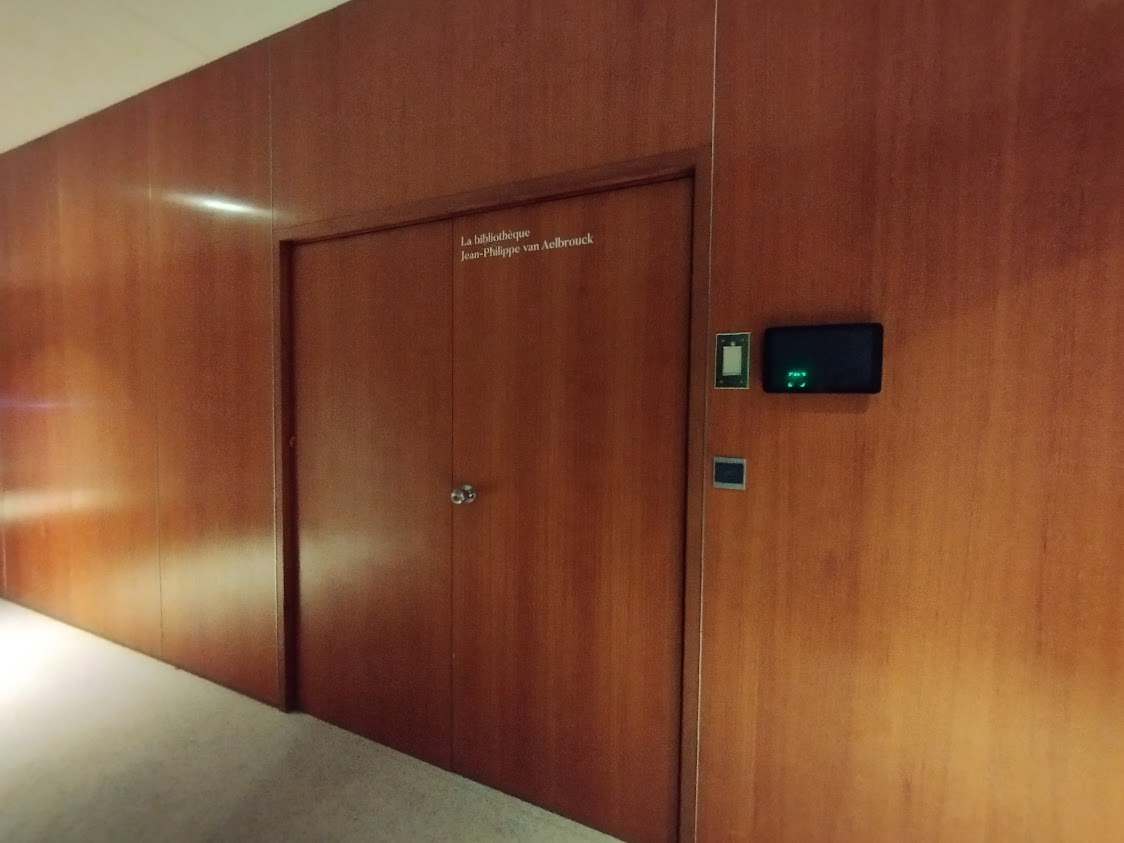
Porte d'entrée de la bibliothèque portant son nom.

## Hommage
Son nom a été attribué à la Bibliothèque de la Mosa Ballet School de Liège (voir photographie ci-contre).